# Association nationale pour le droit de vote des femmes (Danemark)

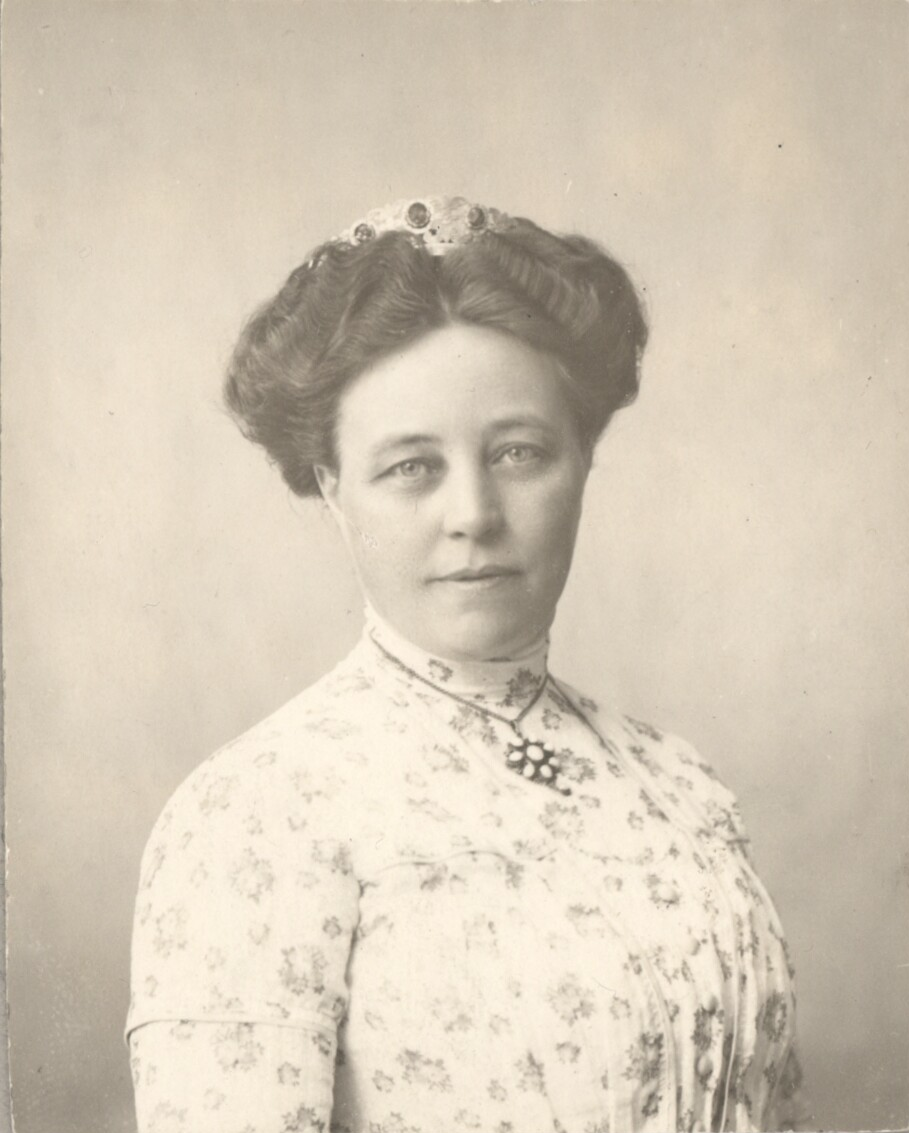
Elna Munch, cofondatrice de l'association.

La Landsforbundet for Kvinders Valgret ou LKV (Association nationale pour le droit de vote des femmes) est une association féministe danoise qui militait pour le droit de vote des femmes.

## Histoire
L'association est née de l'association locale des femmes Politisk Kvindeforening. En 1906, Københavns Kvindevalgretsforening est fondée, transformée en Landsforbundet pour Kvinders Valgret en 1907. Les fondatrices sont Elna Munch, Johanne Rambusch et Marie Hjelmer. Sa création répond au mécontentement de féministes exprimé face à la trop grande modération de la Société des femmes danoises. Le LKV devient une organisation nationale regroupant par branches locales des organisations militant pour le suffrage féminin.
En 1908, les femmes obtiennent le droit de vote dans les municipalités en partie grâce à cette association.
L'organisation est dissoute en 1915, lorsque le droit de vote leur est accordé.

## Sources
- (en) Cet article est partiellement ou en totalité issu de l’article de Wikipédia en anglais intitulé « Landsforbundet for Kvinders Valgret » (voir la liste des auteurs).